# 中桥 (比萨)
43°42′57.22″N 10°24′6.16″E / 43.7158944°N 10.4017111°E

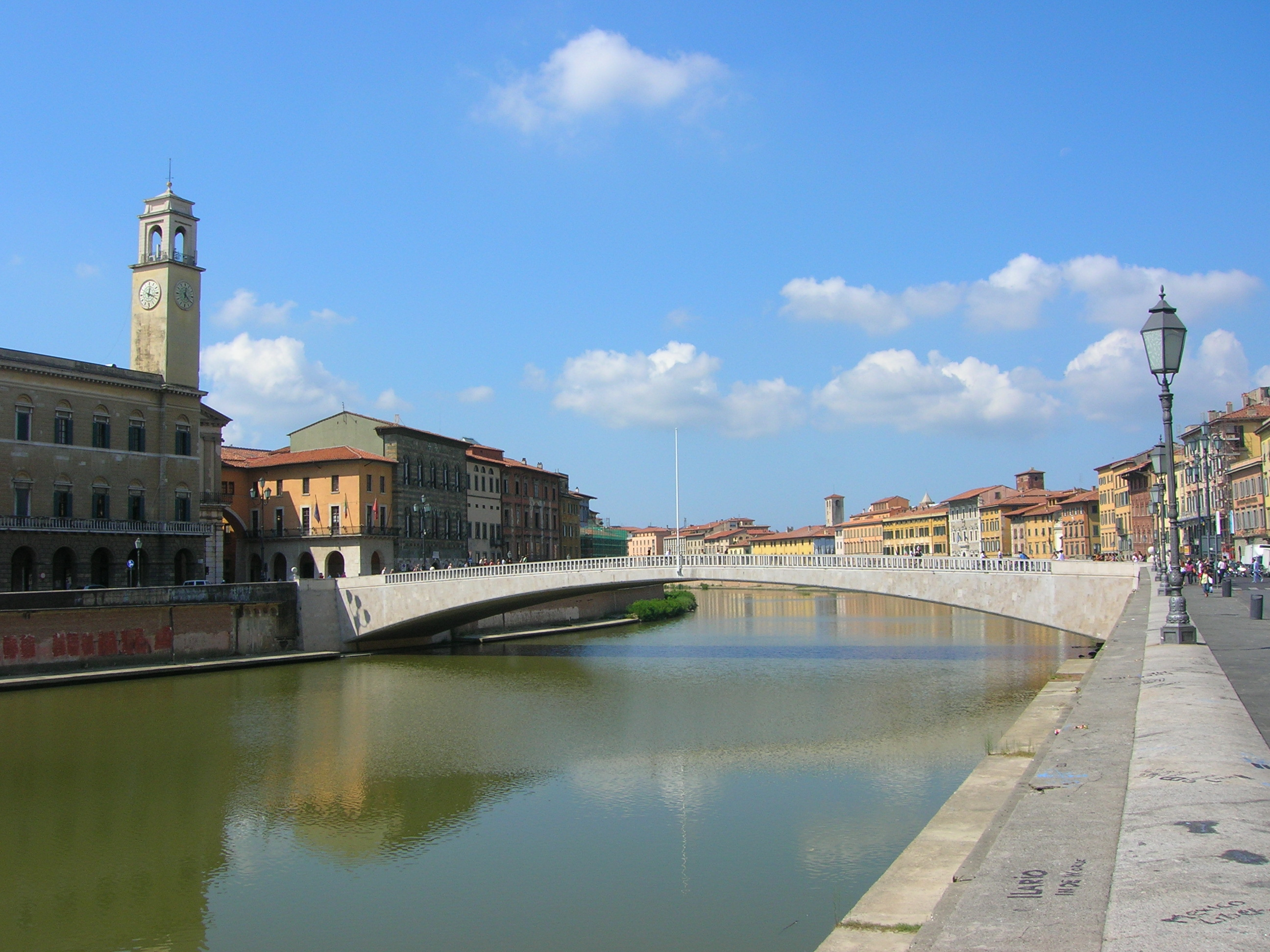
乌戈利诺伯爵中桥

乌戈利诺伯爵中桥（Ponte "Conte Ugolino" detto di Mezzo）是義大利比萨的一座拱桥，跨阿诺河，位于市中心，连接北岸的加里波第广场（piazza Garibaldi）和南岸的九月二十日广场（piazza XX Settembre），周围建筑包括执政官宫、甘巴科尔蒂宫（市政厅）和摊贩凉廊。
桥长89米，最大高度12.5米，单跨最大跨度72米。钢筋混凝土结构，两侧覆盖白色维罗纳石头，路面覆盖斑岩块，桥中心有白色的比萨十字。
每年6月在此桥举行历史悠久的桥之竞赛（Gioco del ponte）。

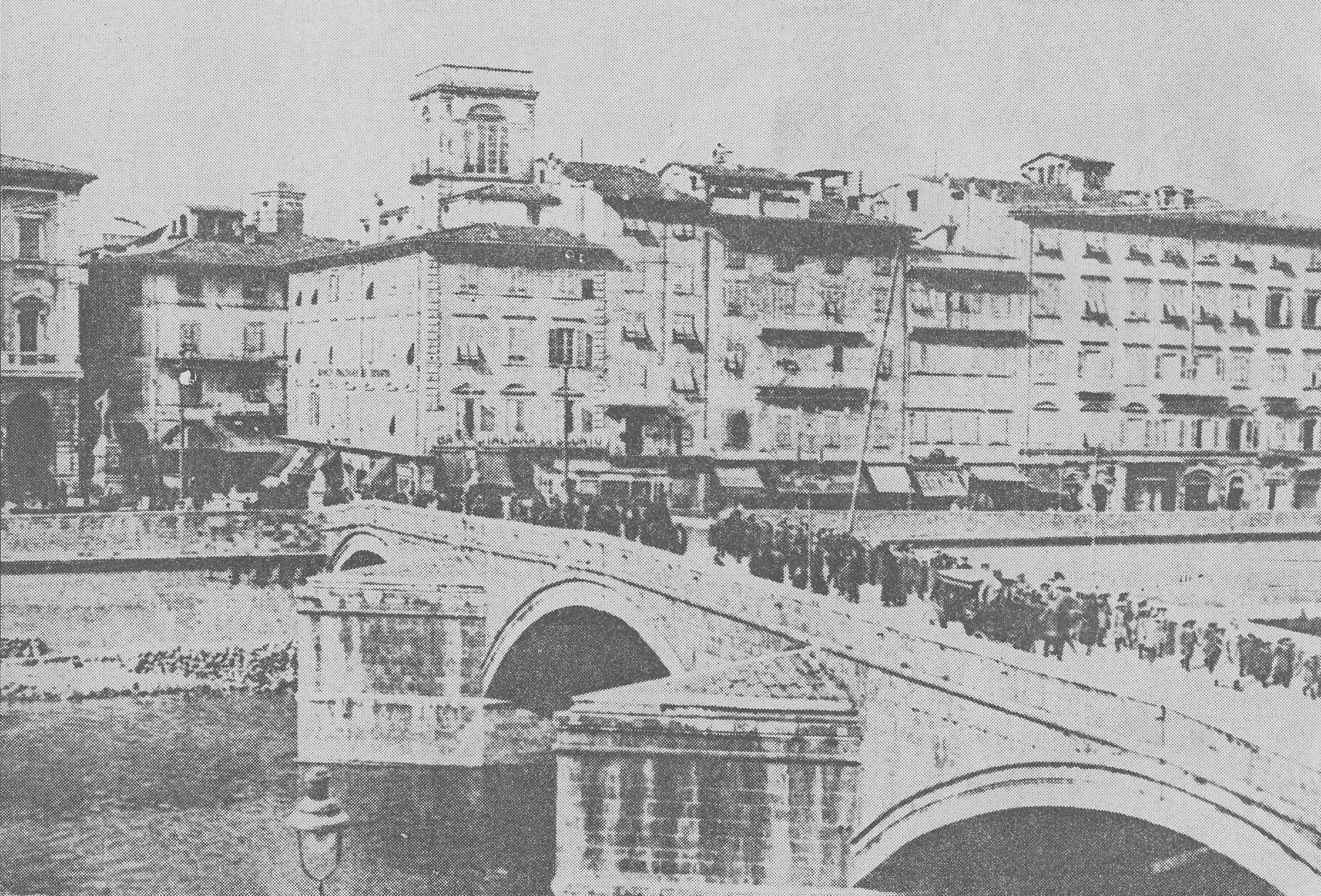
二十世纪早期的照片中的老桥

## 历史
直到12世纪，比萨的阿诺河上只有一座桥，最初用木头建造，大约在今圣克里斯蒂娜堂（Chiesa di Santa Cristina (Pisa)）的位置。这座桥的起源可以追溯到古罗马时期，1035年，木桥被改建为石桥，并向东移动到目前的位置。1635年，该桥，当时名为老桥（Ponte Vecchio）倒塌，随后的重建工程历时30年之久。 
20世纪初，比萨开通电车线路，影响到此桥。在第二次世界大战期间，1944年，炸弹和地雷摧毁了此桥。1947年重建，直到1950年5月才得以完成（由于技术和官僚问题）。此桥修建得比老桥低矮，因为计划连通一条公路，不过这条路始终没有修建。

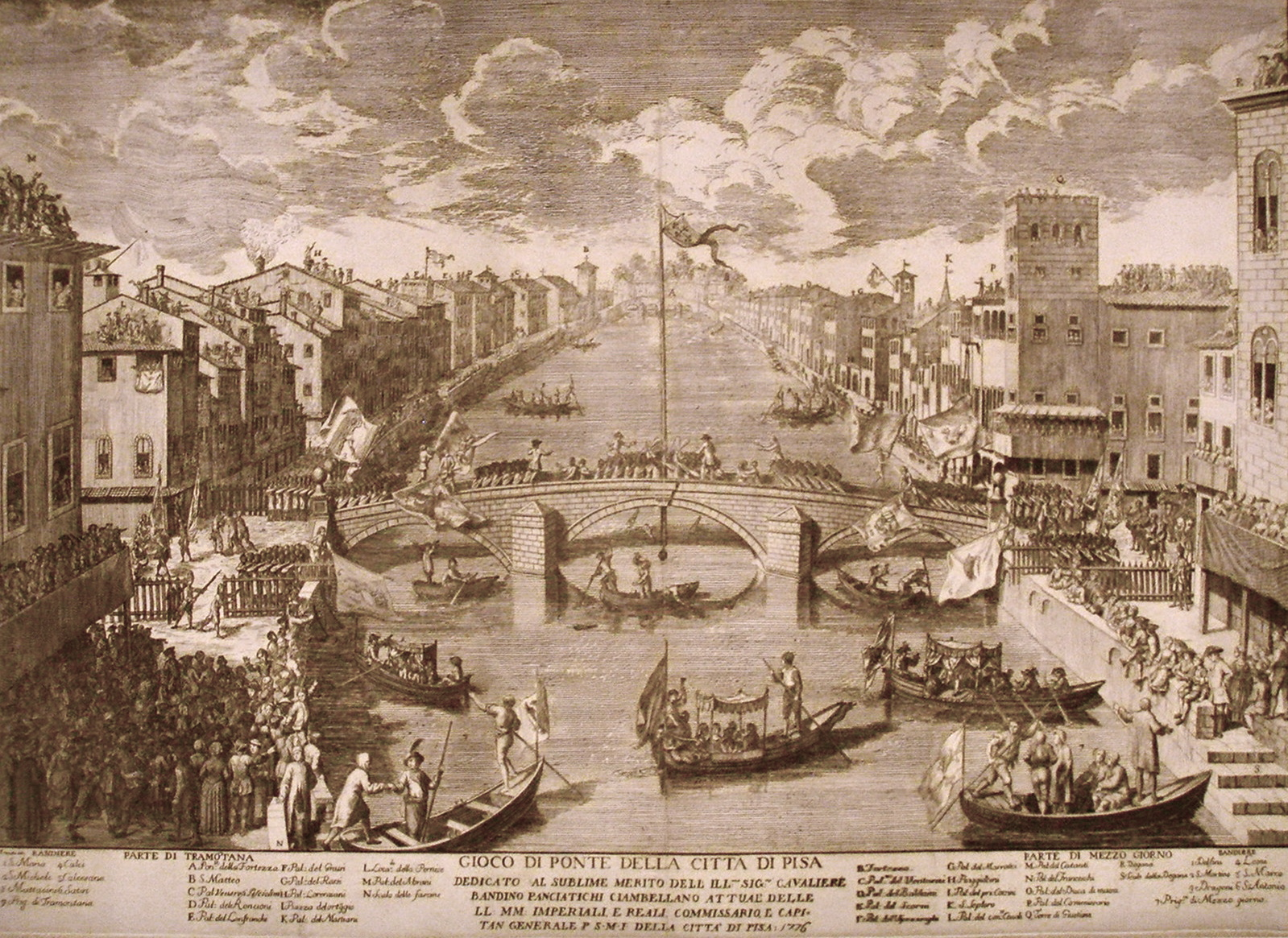
桥之竞赛，十八世纪的印刷品